# Jacques Charles

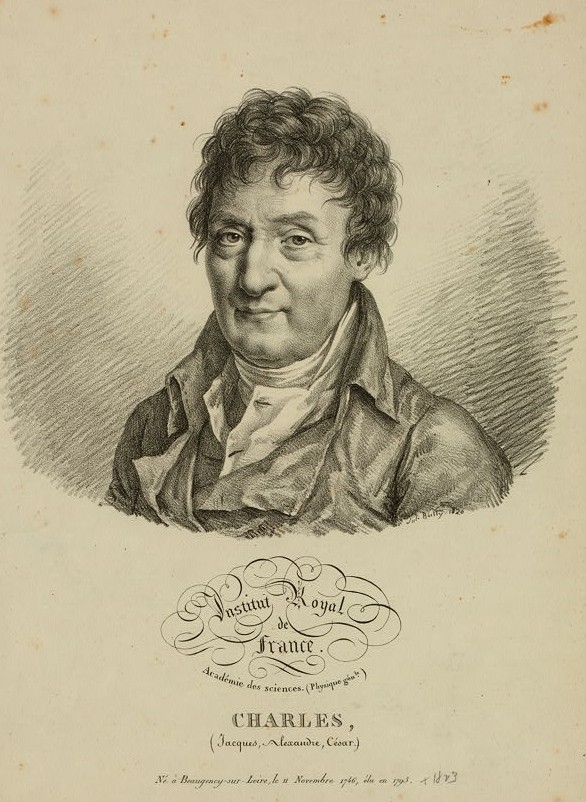
Jacques Alexandre César Charles, 1820

Jacques Alexandre César Charles (n. 12 noiembrie 1746 la Beaugency, Loiret - 7 aprilie 1823 la Paris) a fost un inventator, om de știință și matematician francez.
S-a ocupat și de domeniul zborului cu balonul.
De numele său este legată legea lui Charles, care descrie variația presiunii gazelor în funcție de temperatură.
O perioadă a fost funcționar, dar sub influența lucrărilor lui Benjamin Franklin, se dedică studiului matematicii și fizicii.
A devenit secretar permanent al Academiei Franceze de Științe.
Soția sa a fost imortalizată de poetul Lamartine sub numele de Elvira în cadrul meditației poetice Lacul.

## Activitate științifică
Cea mai mare parte din scrierile sale aparțin domeniului matematicii.
În 1786 s-a ocupat de analiza ecuației funcționale:
{\displaystyle f(x)^{2}=f(2x)+2.\!}
În 1788 a cercetat soluțiile singulare ale ecuațiilor cu diferențe finite.
După experiențele lui Montgolfier din 1782, s-a dedicat studiului condițiilor de zbor cu balonul și în acest scop a studiat utilizarea hidrogenului la aerostate.
La 27 august 1783 a lansat un balon, de 4 metri diametru, umplut cu hidrogen pe câmpia Mars.
Prima călătorie cu un astfel de balon a efectuat-o la 1 decembrie 1783.
Jacques Charles a inventat și megascopul.